# 성가 (소설)

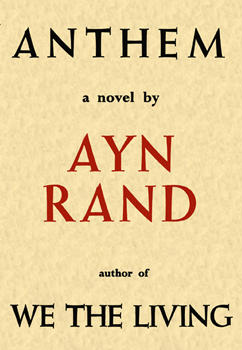

《성가》(Anthem)는 러시아계 미국인 작가인 아인 랜드가 쓴 디스토피아 소설로 1937년에 쓰였고 1938년에 영국에서 출판되었다.  이야기는 인류가 또 다른 암흑 시대로 가게 되는 불특정한 미래 시대에서 발생한다.  기술적인 인류의 발전이 계획적으로 은밀하게 이뤄지고 개인성의 개념이 사라진다.  평등 7-2521이란 이름을 가진 젊은이가 비밀 과학 연구를 하면서 반란을 꾸민다. 그의 일이 발각됨으로 그는 그가 사랑하는 한 여인과 함께 광야에 버려진다.  그들은 함께 그곳에서 재발견된 개인주의를 기초로 하는 새로운 사회를 건설할 계획을 한다.

## 같이 보기
- 사피어-워프 가설
- 우리들 (소설)